# Пал Тамаш
Пал Тамаш (угор. Tamás Pál, 25 серпня 1948 — 10 липня 2024) — угорський соціолог, член Угорської академії інженерних наук, директор Інституту соціології Угорської академії наук (УАН), директор Центру соціетальної політики Будапештського університету Корвінус (Будапешт).
Спеціаліст у галузі соціальних трансформацій посткомуністичних країн.
Закінчив Київський політехнічний інститут (1971). Доктор соціології (PhD, 1981). Доктор наук (Dr. habil) у галузі макроекономіки та економічного планування (2001, Університет ім. К. Маркса, Будапешт).
У 1974—1978 — учений секретар Інституту соціології УАН, 1989—1991 — директор з досліджень Інституту вивчення суспільної думки, 1991—1998 — директор НДІ соціальних конфліктів УАН. З 1998 до кінця 2010 — директор Інституту соціології УАН. Зараз — завідувач Департаменту дослідження знань, цінностей і культури цього інституту.
Як запрошений викладач та професор викладав також у Британській академії соціальних і гуманітарних наук у Лондоні (1983), Кембриджському університеті, США (1985), Університеті Уеслі, Мідлтаун, США (1991), Університеті Конкордія, Монреаль, Канада (1991—1992), Науковому центрі соціальних досліджень у Берліні (1995—1996).
Кавалер Ордену за заслуги Угорської Республики 2007 р.
Помер 10 липня 2024 року після тривалої важкої хвороби у віці 75 років.